# Ганглий
Ганглий е нервен възел, струпване на неврон или група от соми, намиращи се във вегетативната нервна система и сетивната система. В ганглиите се намират клетъчните тела на аферентните нерви (входящи нервни влакна) и еферентните нерви (изходящи/двигателни нервни влакна) или аксоните.
Псевдоганглият изглежда като ганглий, но е съставен само от нервни влакна без нервни клетъчни тела. Срещат се при различните насекоми.

## Структура
Ганглиите са съставени основно от соми и дендрити, които са струпани или свързани. Ганглиите често се свързват с други ганглии, образувайки сложна система, наречена нервен сплит. Ганглиите играят ролята на предавателни точки и посреднически връзки между различните неврологични структури в тялото като периферната и централната нервни системи.
Сред гръбначните организми се разграничават три главни групи ганглии:
- Гръбначен ганглий, съдържащ клетъчните тела на сетивните неврони;
- Черепен ганглий, съдържащ клетъчните тела на невроните на черепа;
- Автономен ганглий, съдържащ клетъчните тела на невроните на автономната нервна система.

В автономната нервна система, влакната от централната нервна система към ганглиите се наричат преганглионарни нервни влакна, докато тези от ганглиите към ефекторните органи се наричат ганглионарни нервни влакна.

### Базални ганглии
Терминът „ганглий“ се отнася за периферната нервна система. Обаче, в мозъка (част от централната нервна система), базалните ганглии представляват група от ядра, взаимосвързани чрез мозъчна кора, таламус и продълговат мозък. Те играят роля в различни функции: двигателен контрол, съзнание, емоции и учене.

### Псевдоганглий
Псевдогънглият е локализирано удебеляване на основната част или ствола на нерв, който изглежда като ганглий, но има само нервни влакна без нервни клетъчни тела. такива псевдоганглии се намират в малкия объл мускул и радиалния нерв.